# Великий термодинамічний потенціал
Великий термодинамічний потенціал — термодинамічний потенціал, що використовується для опису систем із змінним числом частинок (великого канонічного ансамблю).

## Означення
{\displaystyle \Omega =U-TS-\mu N=F-\mu N},
де {\displaystyle F} — вільна енергія Гельмгольца, {\displaystyle \mu } — хімічний потенціал, {\displaystyle N} — число частинок, {\displaystyle P} — тиск, {\displaystyle V} — об'єм, {\displaystyle T} — температура, {\displaystyle S} — ентропія.
Звідси його диференціал дорівнює 
{\displaystyle d\Omega =-SdT-PdV-Nd\mu }.
Тому великий термодинамічний потенціал записують як функцію 
{\displaystyle \Omega =\Omega (T,V,\mu )}.
Можна показати, що для великого термодинамічного потенціалу справедливо вираз 
{\displaystyle \Omega =-pV}
При розгляді систем з постійним числом частинок обсяг зазвичай вважається змінним. Тут ми не фіксуємо числа частинок, зафіксуємо натомість обсяг, тоді вираз для диференціала зведеться до
{\displaystyle d\Omega =-SdT-Nd\mu }.

## Великий термодинамічний потенціал і термодинамічна рівновага
Можна показати, що для системи з фіксованими (ззовні) об'ємом, температурою і хімічним потенціалом (та змінним числом частинок) точка термодинамічної рівноваги є точкою мінімуму великого термодинамічного потенціалу.